# Departamentul Chinandega
Departamentul Chinandega este una dintre cele 17  unități administrativ-teritoriale de gradul I  ale statului  Nicaragua. Are o populație de 373.970 locuitori (2005). Reședința sa este orașul Chinandega.